# Classe João Belo
A classe João Belo foi um modelo de fragatas ao serviço da Marinha Portuguesa entre 1967 e 2008. O seu nome, retirado do nome da primeira unidade da classe, é uma homenagem ao oficial de marinha e político colonial português, o comandante João Belo.
A classe era a versão portuguesa da classe Comandant Rivière, de origem francesa. Os navios da classe Commandant Rivière tinham sido projetados na década de 1950, como escoltadores oceânicos com características de habitabilidade adequadas para climas tropicais, sendo classificados, pela Marine nationale, como avisos-escoltadores.
Em 1964, a Marinha Portuguesa encomendou quatro navios desta classe, a serem construídos num estaleiro de Nantes, o primeira dos quais entrou ao serviço em 1967 e o último em 1969. A Marinha Portuguesa classificou os navios como fragatas, apesar de uma das suas missões previstas ser a da presença naval no Ultramar Português, função típica dos antigos avisos.
Os navios da classe João Belo substituíram - entre 1967 e 1970 - as fragatas das classes Diogo Gomes e Álvares Cabral (River e Bay britânicas).
Em abril de 2008, as duas últimas fragatas desta classe em serviço na Marinha Portuguesa (João Belo e Sacadura Cabral) foram transferidas para a Armada Nacional do Uruguai, que já operava navios semelhantes da classe Commandant Rivière.
Na Marinha Portuguesa, as duas últimas fragatas João Belo foram substituídas por dois navios da classe Bartolomeu Dias.

## Navios
| Número de amura | Nome                               | Estaleiro              | Serviço     | Estado                                                                     |
| --------------- | ---------------------------------- | ---------------------- | ----------- | -------------------------------------------------------------------------- |
| F480            | NRP Comandante João Belo           | Chantier naval, Nantes | 1967 - 2008 | Vendido ao Uruguai, passando a ser o ROU Uruguay (ROU 1)                   |
| F481            | NRP Comandante Hermenegildo Capelo | Chantier naval, Nantes | 1968 - 2004 | Abatido - Transferido para o projecto "Ocean Revival". .                   |
| F482            | NRP Comandante Roberto Ivens       | Chantier naval, Nantes | 1968 - 1998 | Abatido                                                                    |
| F483            | NRP Comandante Sacadura Cabral     | Chantier naval, Nantes | 1969 - 2008 | Vendido ao Uruguai, passando a ser o ROU Comandante Pedro Campbell (ROU 2) |